# Zousman Kisselgof

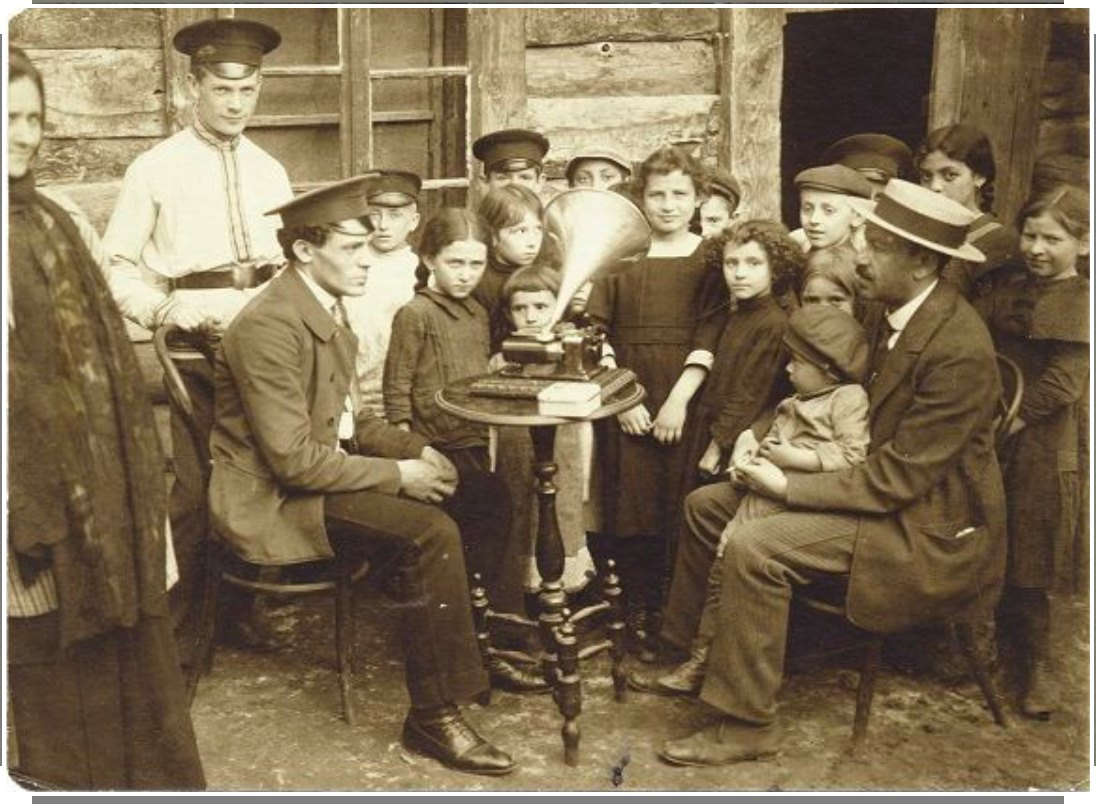
Kisselgof (assis à droite), à Kremenets, 1912

Zousman Kisselgof de son vrai nom Zinovi Aronovitch Kisselgof (en russe Зусман Аронович Кисельгоф, en yiddish זוסמאַן קיסעלהאָף), né le 3 mars 1878 et mort en mai 1939, est un ethnomusicologue et folkloriste russe d'origine juive,,,.
Entre 1907 et 1915, il a collecté plus de 2 000 chansons folkloriques juives et mélodies klezmer dans la Zone de résidence, la région ouest de l'Empire russe où les Juifs, enregistrés comme tels, ont été cantonnés jusqu'en février 1917 par le pouvoir impérial (elle incluait la plus grande partie de la Lituanie, la Biélorussie, la Pologne, la Moldavie, l'Ukraine et des parties dans l’ouest de la Russie). Il publie en 1911 son recueil de chansons le plus connu : Lider-zamelbukh far der yidishe shul un familie [recueil de chansons pour l'école juive et la famille], qui comprend 90 chansons en arrangement choral avec piano ; il inclut des chansons en yiddish profanes et religieuses, ainsi que des nigounim sans paroles.
Les mélodies  qu'il a collectées ont été utilisées dans les compositions de Joseph Achron, Lev Pulver et Alexander Kreïn.